# Peter Pöthe
Peter Pöthe (* 12. června 1968 Rimavská Sobota) je český dětský psycholog, psychiatr a psychoterapeut.

## Život
Je zakladatelem Linky bezpečí kde i následně dlouhou dobu pracoval. Aktuálně má svou vlastní psychoterapeutickou praxi v Praze na Malé Straně
V roce 2015 mu zemřela manželka na následky nemoci.

## Publikace

### Monografie
- Dítě v ohrožení, 1.vydání. Praha: GplusG. 1996
- Dítě v ohrožení, 2. rozšířené vydání.Praha: GplusG. 1999
- Emoční poruchy v dětství a dospívání, psychoanalytický přístup.Praha: Grada. 2007
- Psychoterapie dítěte, případ šestiletého chlapce. Praha: Grada. 2011
- Emoční poruchy v dětství a dospívání, 2., doplněné a aktualizované vydání, Praha: Grada, 2013
- Síla nevysloveného, příběhy z psychoterapie dětí a dospívajících, Portál, 2020
- Emoční poruchy v dětství a dospívání, 3.doplněné a aktualizované vydání, Grada, 2020

### Odborné články
- 1.rok Linky bezpečí z hlediska prevence násilí na dětech, sborník Opařanských pedopsychiatrických dnů, Opařany, 1995
- Aplikace teorie vazby při prevenci a terapii týrání, časopis Propsy, 12/1996
- Proč rodiče týrají svoje děti, časopis Propsy 6/1997
- Sexuální trauma v dětství, časopis Propsy, 1/1998
- Týraná žena je v podobné pozici jako týrané dítě, sborník „Dneska tě ještě nezabiju- Zpráva stavu domácího násilí, Nadace ROSA, Praha 1997
- Cílové oblasti v psychoterapii obětí sexuálního zneužití v dětství, sborník z konference East West, MPSV, 1997
- Vedení rozhovoru při verifikaci sexuálního zneužití dítěte (spol.H.Halfarová), Česká a Slovenská Psychiatrie, 95, No.1, 1999
- Prevalence sexuálního zneužívání dětí v ČR, (spol. L.Csémy, H.Halfarová. V.Bosák), Zdravotnictví v české republice, číslo 1, roč. 2, 1999
- Týrání- informační leták, Nadace Naše dítě, Praha, 1996
- Rasismus- informační leták Nadace Naše dítě, Praha, 1998
- Děti v ohrožení, studijní text pro skripta, katedra pediatrie, 3.LFUK
- Children at risk, studijní text pro skripta, katedra pediatrie, 3.LFUK
- Co bychom měli všichni vědět o sexuálním zneužívání? -informační leták pro děti s tělesným postižením, Jihočeská Univerzita, Zdravotně sociální fakulta, České Budějovice, 1999
- Sexuální zneužívání dětí se zdravotním  postižením-informační příručka pro rodiče a vychovatele, Jihočeská Univerzita, Zdravotně sociální fakulta, České Budějovice, 1999
- Gyermekek sexuális zaklatása a Cseh Köztársaságban. Retrospektív vizsagálat, Szenvedély betegségek, Addictologia Hungarica, Budapest, 1/VIII.2000
- Sexuální zneužívání dětí v ČR -retrospektivní studie, Čes. a slov. Psychiatrie, 96, 2000, No.3,pp. 131-135
- Sexuální zneužívání v rodině, v P.Weiss a kol.: Sexuální násilí – pachatelé a oběti, str. 82-116, GRADA, Praha, 2000
- Děti v nouzi, v RAAdce učitele, str.1-23, nakl. Dr.Josef Raabe, Praha, 2000
- Raný vývoj dítěte a možnosti rané intervence, co-editor, sbornik, o.s. Futurum, 2001
- Teorie vazby a prevence týrání a zanedbávání dětí, in M.Pilařová, P.Pöthe: Raný vývoj dítěte a možnosti rané intervence, sbornik, o.s. Futurum, 2001, Praha, str.23-31
- Kriminální chování a kvalita raného vztahu, in M.Pilařová, P.Pöthe (eds): Raný vývoj dítěte a možnosti rané intervence, sbornik, o.s. Futurum, 2001, Praha, str.31-39
- Kdo se bojí strašidel: O úzkosti dětí, jejich rodičů a učitelů, co-editor, sborník 2003, o.s.Futurum, Praha
- Separace-problém dětí a rodičů, in:M.Pilařová, P.Pöthe (eds): Kdo se bojí strašidel: O úzkosti dětí, jejich rodičů a učitelů, sborník 2003, o.s.Futurum, Praha, str. 35-43
- Sexuální zneužívání a další úskalí sexuálního vývoje dětí v raném a předškolním věku, in:M.Pilařová, P.Pöthe (eds): Kdo se bojí strašidel: O úzkosti dětí, jejich rodičů a učitelů, sborník 2003, o.s.Futurum, Praha, str. 53-59
- Psychoanalytická psychoterapie opozičního dítěte, Psychologie dnes, 6.číslo, 10.ročník, 2004, Praha, str.26-30
- Vnitřní hranice dětských zločinců, Psychologie dnes, 11.číslo, 10.ročník, 2004, str.17-19
- Syndrom zavrženého partnera, Zpravodaj o.s. Rosa, 03/2004, Praha, str.1-4
- Hra o dítě, Psychologie dnes 9.číslo, 11.ročník, 2005
- Proč nebereme děti vážně, Děti a My 3/2006 (ročník XXXVI)
- Obranné postoje společnosti k fenoménu týrání dětí, Odborná příloha bulletinu Linky bezpečí, září 2007
- Otec v ordinaci dětského psychoanalytika anebo „Možná přijde i tatínek“, Revue Psychoanalytická Psychoterapie, podzim 2007, IX ročník, číslo 2
- Proč posílat dítě na psychoterapii, Psychologie Dnes, 10/2009
- Jsem traktor nebo dělo? Vnitřní realita “šílených dětí”, PSYCHOTERAPIE, 3.ročník(2009), č.3-4, 150-161
- Kdy pomoc začíná svazovat, Psychologie Dnes, 10/2011, str.46